# Sylvius Ferdinand von Siegroth
Sylvius Ferdinand von Siegroth (geb. 17. Juli 1701; gest. im 18. Jahrhundert) war ein preußischer Landrat.

## Leben
Sylvius Ferdinand von Siegroth war der Sohn des Erbherrn auf Grüttenberg, Netsche und Laubske, Hans Albrecht von Siegroth (1658–1719) und dessen Ehefrau Maria Renata von Salisch auf Banckwitz († 1735). Im Landkreis Breslau trat er 1745 für ein Jahr die Nachfolge als Landrat des bis dahin amtierenden Vorgängers Johann Wenzel von Trach an.

## Familie
Sylvius Ferdinand von Siegroth heiratete 1725 Eva Margaretha von Gutsmuths (1703–1759). Die gemeinsame Tochter Johanne Caroline (* 8. September 1732; † 4. Juli 1807 in Oels) heiratete am 17. November 1751 den kursächsischen Geheimrat Georg Gottfried Freiherr von Boenigk (* 25. Juni 1700 in Halle; † 1768 in Zürchau). Ein jüngerer Bruder von ihm war Ernst Wilhelm von Siegroth (1703–1759).